# Эксперимент Херши — Чейз
Эксперимент Херши — Чейз — классический эксперимент в истории биологии, который доказал, что генетическая информация находится в ДНК. Эксперимент состоял из серии опытов, которые были проведены в 1952 году американскими генетиками Алфредом Херши и Мартой Чейз. Хотя ДНК была известна ещё с 1869 года, ко времени эксперимента многие учёные считали, что наследственная информация находится в белках.

## Эксперимент

Структура бактериофага T2.

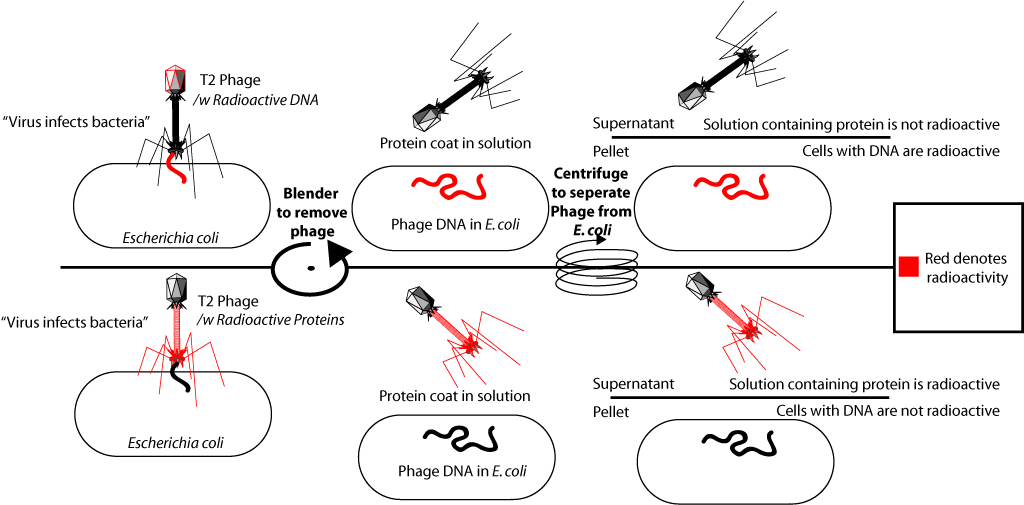
Схема эксперимента Херши — Чейз

Эксперимент проводился на бактериофаге T2, структура которого к тому времени была выяснена с помощью электронной микроскопии. Оказалось, что бактериофаг состоит из белковой оболочки, внутри которой находится ДНК. Эксперимент был спланирован таким образом, чтобы выяснить, что же — белок или ДНК — является носителем наследственной информации.
Херши и Чейз выращивали две группы бактерий: одну в среде, содержащей радиоактивный фосфор-32 в составе фосфат-иона, другую — в среде с радиоактивной серой-35 в составе сульфат-иона. Бактериофаги, добавленные в среду с бактериями и размножавшиеся в них, поглощали эти радиоактивные изотопы, которые служили маркeрами, при построении своей ДНК и белков. Фосфор содержится в ДНК, но отсутствует в белках, а сера, наоборот, содержится в белках (точнее в двух аминокислотах: цистеин и метионин), но её нет в ДНК. Таким образом, одни бактериофаги содержали меченые серой белки, а другие — меченую фосфором ДНК.
После выделения радиоактивно-меченых бактериофагов их добавляли к культуре свежих (не содержащих изотопов) бактерий и позволяли бактериофагам инфицировать эти бактерии. После этого среду с бактериями подвергали энергичному встряхиванию для того чтобы отделить оболочки фага от поверхности бактериальных клеток (в исходном эксперименте для этого был применен, за неимением в начале 50-х специализированных микробиологических шейкеров, обычный кухонный блендер), а затем инфицированных бактерий отделяли от среды. Когда в первом опыте к бактериям добавлялись меченые фосфором-32 бактериофаги, оказалось, что радиоактивную метку можно было обнаружить в бактериальных клетках. Когда же во втором опыте к бактериям добавлялись бактериофаги, меченые серой-35, то метка была обнаружена во фракции среды с белковыми оболочками, но её не было в бактериальных клетках. Это подтвердило, что материалом, которым инфицировались бактерии, является ДНК. Поскольку внутри инфицированных бактерий формируются полные вирусные частицы, содержащие белки вируса, данный опыт был признан одним из решающих доказательств того факта, что генетическая информация (информация о структуре белков) содержится в ДНК.
В 1969 году Алфред Херши получил Нобелевскую премию за открытия генетической структуры вирусов.